# Transition électronique
Pour les articles homonymes, voir Transition (homonymie).

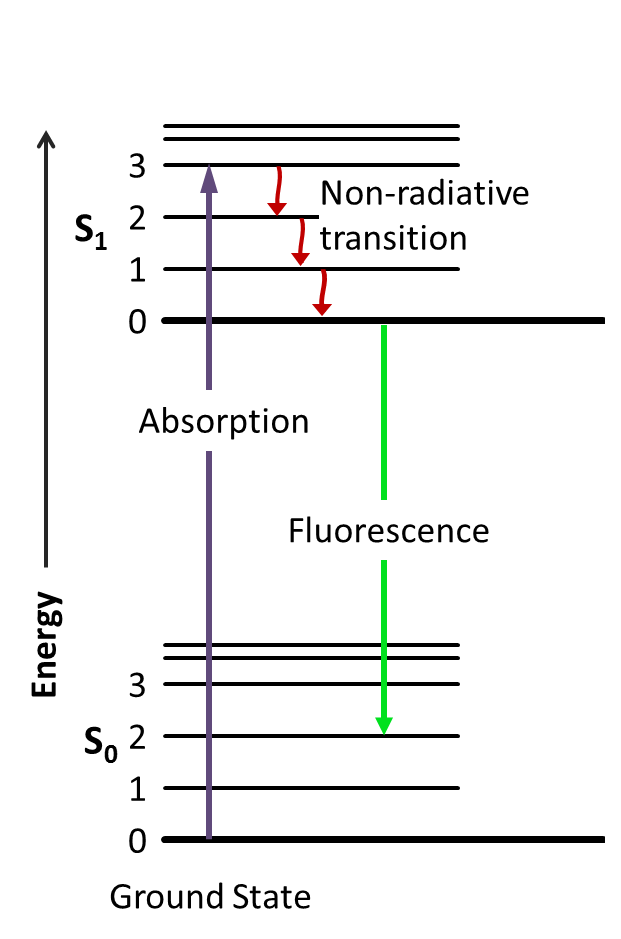
Un exemple de diagramme de Jablonski représentant des transitions électroniques radiatives et non radiatives après excitation et changement de niveau d'énergie d'un électron par absorption de photon.

Les transitions électroniques décrivent le passage d'un électron d'un niveau d'énergie à un autre.
L'électron du niveau d'énergie {\displaystyle E_{0}}, excité par un rayonnement électromagnétique passe au niveau d'énergie supérieur {\displaystyle E_{1}}. 
Dans le cas le plus simple d'un atome d'hydrogène (un électron et un proton), l'électron est piégé dans le champ électrique créé par le proton. La mécanique quantique, à l'inverse de la mécanique classique, prévoit que l'électron ne peut alors exister que dans certains états quantiques d'énergie bien déterminés, on parle de quantification d'énergie. Que ce soit sous l'effet de la lumière, des collisions, d'une décharge électrique dans un gaz, etc., on ne peut donc assister qu'à des échanges d'énergie discrets entre l'atome et son environnement.
Ceci était particulièrement visible dans les spectres des lampes à décharge de la fin du XIXe siècle. Par exemple, les physiciens de cette époque ont regroupé les transitions de l'atome d'hydrogène qu'ils voyaient en différentes séries (dites de Lyman, Balmer, Paschen, Brackett, Pfund, Humphreys et Hansen-Strong, suivant le nom de la ou des personnes qui les avaient étudiées), tout d'abord sans comprendre pourquoi ces transitions répondaient à la formule empirique dite de Rydberg-Ritz :
{\displaystyle {\frac {1}{\lambda }}={\frac {E_{1}-E_{0}}{h\,c}}=R_{H}\,(1/m^{2}-1/n^{2})}
Où {\displaystyle h} est la constante de Planck, {\displaystyle R_{H}} la constante de Rydberg pour l'hydrogène, {\displaystyle \lambda } la longueur d'onde de la lumière émise, {\displaystyle c} la vitesse de la lumière et {\displaystyle m<n} deux entiers strictement positifs.
Ces spectres ont grandement contribué à asseoir la mécanique quantique lorsqu'on se rendit compte que l'on observait là la transition électronique entre les niveaux {\displaystyle n} et {\displaystyle m} de l'atome.
Des systèmes quantiques plus complexes que les atomes, tels que les molécules ou les solides présentent également des transitions électroniques. Toutefois, il arrive que les états électroniques se couplent à d'autres états, par exemple des états de vibration de la molécule ou du réseau cristallin, et on ne peut alors plus parler de transition purement électronique.
En 2019, une expérience a démontré que l'évolution de chaque saut effectué est continue, cohérente et déterministe.